# McLaren MCL36
McLaren MCL36 — болід Формули-1, розроблений і виготовлений Макларен під керівництвом Джемса Кі для участі в чемпіонаті Формули-1 2022. MCL36 є першим болідом Макларен відповідно до нового технічного регламенту 2022 року.
Пілотами стали Данієль Ріккардо та Ландо Норріс, які виступають в команді другий і четвертий рік відповідно. Після чотирьох етапів болід здобув один подіум на Гран-прі Емілії-Романьї.

## Історія розробки та виступів

### Передсезонні тести
Під час перших триденних тестів на трасі Каталунья багато команд зіткнулися з появою ефекту "морської свині" на своїх болідах (резонування автомобіля через ґраунд-ефект, що змушує його швидко розкачуватися), що створило проблеми з керованістю та надійністю. MCL36, здається, не виявляв жодних проблем із ефектом "морської свині", хоча Кі сказав: «Ми трохи страждаємо від цього, але це не є серйозною проблемою чи великим відволіканням для гонщиків».
Після першого раунду тестів очікувалось, що MCL36 буде конкурентоспроможним і дозволить McLaren приєднатися до групи лідерів. Однак другий тест на Міжнародному автодромі Бахрейну при більш високих температурах виявив проблему з гальмами MCL36, що не дало команді завершити будь-які тривалі тести. Ріккардо здав позитивний тест на COVID-19 і був змушений ізолюватися, що завадило йому завершити програму тестів, а Норріс залишився продовжувати тестування наодинці. Команда заявила, що не змогла «зробити жодної оптимізації» автомобіля на тестах у Бахрейні.

### Початкові етапи
McLaren представив «тимчасове рішення» для передніх гальм для на Гран-прі Бахрейну. Команда була розчарована результатом, оскільки жодний болід не потрапив до фінального етапу кваліфікації: Норріс кваліфікувався тринадцятим, а Ріккардо — вісімнадцятим. Кі сказав, що автомобіль працював так, як очікувала команда, і пілоти вважали його більш стабільним і передбачуваним, але MCL36 мав недостатньо аеродинамічного та механічного зчеплення. Ріккардо фінішував чотирнадцятим, а Норріс - п'ятнадцятим. Ріккардо заявив, що розглядав гонку як тестову сесію, намагаючись надолужити час, який він втратив у передсезонних тестах. У результаті команда посіла дев’яте місце в чемпіонаті конструкторів.
На Гран-прі Саудівської Аравії не було зроблено жодних оновлень, оскільки вони були відкладені, щоб надати пріоритет рішенням для охолодження передніх гальм. Норріс кваліфікувався одинадцятим, а Ріккардо – дванадцятим, але стартував чотирнадцятим після того, як отримав штраф на стартовій решітці. Норріс фінішував сьомим, борючись за шосте місце на останньому колі. Ріккардо зійшов з недіагностованими механічними проблемами. Норріс піднявся до десятого, а Ріккардо опустився до дев'ятнадцятого в чемпіонаті гонщиків, а команда піднялася до восьмого місця в чемпіонаті конструкторів.
Команда представила аеродинамічну оновлення для області навколо задніх гальм на Гран-прі Австралії, щоб покращити повітряний слід, що створюється шинами та дифузором. Норріс кваліфікувався четвертим, а Ріккардо — сьомим і фінішували п’ятим і шостим відповідно. Команда піднялася до четвертого в чемпіонаті конструкторів, Норріс до восьмого, а Ріккардо до одинадцятого в чемпіонаті гонщиків.
Для Гран-прі Емілії-Романьї на MCL36 було представлене нове променеве крило. Кваліфікація була дощовою, Норріс кваліфікувався на спринт третім, а Ріккардо шостим. Пілоти завершили спринт п’ятим і шостим відповідно. Гонка розпочалася на мокрій трасі, з другого повороту Ріккардо зіштохнувся з Сайнсом, через що Сайнс змушений був завершити гонку. Ріккардо фінішував вісімнадцятим. Норріс піднявся на третє місце до кінця першого кола, але його обігнав Леклер і більшу частину гонки їхав на четвертому місці, з комфортною перевагою над п’ятим місцем. На заключних колах Леклер перескочив через бордюр і легко зіткнувся з бар’єром, що дозволило Норрісу здобути третє місце. Норріс піднявся до шостого місця в чемпіонаті гонщиків.
На Гран-прі Маямі для підвищення надійності була посилена підвіска боліда, а додаткова стійка для дна боліда була додана, щоб мінімізувати появу ефекту "морської свині". Норріс кваліфікувався восьмим, а Ріккардо – чотирнадцятим. Під час гонки Норріс зіткнувся з П'єром Гаслі, чий AlphaTauri AT03 отримав ушкодження рульового управління. Обидва зійшли з гонки. Ріккардо фінішував одинадцятим, але опустився до тринадцятого через часовий штраф, що був отриманий за обгін за межами треку.

## Результати
| Рік      | Команда         | Двигун              | Шини | Гонщик           | Гран-прі | Гран-прі | Гран-прі | Гран-прі | Гран-прі | Гран-прі | Гран-прі | Гран-прі | Гран-прі | Гран-прі | Гран-прі | Гран-прі | Гран-прі | Гран-прі | Гран-прі | Гран-прі | Гран-прі | Гран-прі | Гран-прі | Гран-прі | Гран-прі | Гран-прі | Очки | Місце |
| Рік      | Команда         | Двигун              | Шини | Гонщик           | БАХ      | САУ      | АВС      | ЕМІ      | МАЯ      | ІСП      | МОН      | АЗЕ      | КАН      | ВЕЛ      | АВТ      | ФРА      | УГО      | БЕЛ      | НІД      | ІТА      | СІН      | ЯПО      | США      | МЕХ      | САП      | АБУ      | Очки | Місце |
| -------- | --------------- | ------------------- | ---- | ---------------- | -------- | -------- | -------- | -------- | -------- | -------- | -------- | -------- | -------- | -------- | -------- | -------- | -------- | -------- | -------- | -------- | -------- | -------- | -------- | -------- | -------- | -------- | ---- | ----- |
| 2022     | McLaren F1 Team | Mercedes-AMG F1 M13 | P    | Данієль Ріккардо | 14       | Схід     | 6        | 186      | 13       | 12       | 13       | 8        | 11       | 13       | 9        | 9        | 15       | 15       | 17       | Схід     | 5        | 11       | 16       | 7        | Схід     | 9        | 159  | 5     |
| 2022     | McLaren F1 Team | Mercedes-AMG F1 M13 | P    | Ландо Норріс     | 15       | 7        | 5        | 35       | Схід     | 8        | 6        | 9        | 15       | 6        | 7        | 7        | 7        | 12       | 7        | 7        | 4        | 10       | 6        | 9        | Схід7    | 6        | 159  | 5     |
| Джерела: |                 |                     |      |                  |          |          |          |          |          |          |          |          |          |          |          |          |          |          |          |          |          |          |          |          |          |          |      |       |

## Виноски
1. ↑  Променеве крило — це крило над дифузором, але під заднім крилом, яке спрямовує турбулентність вгору. Це впливає на роботу як дифузора, так і заднього крила.[14]